# Heinrich Blücher
Heinrich Fritz Ernst Blücher (* 29. Januar 1899 in Berlin; † 31. Oktober 1970 in New York) war ein deutsch-amerikanischer Philosoph, kosmopolitischer Intellektueller und Hochschullehrer. Er war in dritter Ehe mit der politischen Theoretikerin und Publizistin Hannah Arendt verheiratet.

## Leben

### Herkunft und Jugend
Heinrich Blüchers Eltern waren evangelisch und stammten ursprünglich aus Potsdam. Der Vater, August Karl Heinrich Blücher, ein Brunnenbauer, starb vor der Geburt seines Sohnes am 3. Oktober 1898 bei einem Fabrikunfall. Seine Mutter, Klara Emilie geb. Wilke, brachte ihn im Wöchnerinnenheim in der Urbanstraße 21/23 zur Welt. Sie lebte zu der Zeit in der Gneisenaustraße 4 und musste ihren Sohn allein großziehen. Sie war Wäscherin, und ihr Sohn half ihr später, den Lebensunterhalt zu verdienen, indem er Pakete austrug. Nach der Volksschule begann Blücher eine Ausbildung an einem Lehrerseminar, die er – durch den Ersten Weltkrieg unterbrochen – nicht abschloss.
Als Jugendlicher war er sehr wissensdurstig und kaufte sich Bücher, wann immer er Geld hatte – u. a. deutsche Dichtung und Shakespeare in deutscher Übersetzung. Während des Krieges las er Marx, Engels und Trotzki. Obwohl er kein Jude war, trat er der zionistischen Jugendgruppe Blau-Weiß bei.
1917 wurde Blücher zum Kriegsdienst eingezogen. An einem Offizierslehrgang konnte er wegen einer Gasvergiftung nicht teilnehmen. Wie er 1942 in einem Lebenslauf schrieb, wurde er während des Ersten Weltkriegs als „Radio-Telegraphist“, d. h. als Funker, ausgebildet. Im November 1918 schloss er sich in Berlin den Soldatenräten an, wurde Mitglied des Spartakusbundes und 1919 Mitglied der Kommunistischen Partei Deutschlands. Er beteiligte sich an den Kämpfen und Streiks im Frühjahr 1919 und war auch kurze Zeit Mitglied der Kommunistischen Arbeiterpartei Deutschlands.
Bevor Blücher Hannah Arendt heiratete, war er mit Lieselotte Ostwald und mit Natascha Jefroikyn (1932–1935) verheiratet.

### Berlin
Nach eigener Aussage besuchte Blücher in Berlin Abendvorlesungen an der Deutschen Hochschule für Politik zur politischen Theorie und an der Berliner Akademie über Kunstgeschichte. Er war zu der Zeit ein enger Freund von Heinrich Brandler, dem Mitbegründer der antistalinistischen Kommunistischen Partei-Opposition. Er war eine Zeit lang Angestellter der „Politischen Ost-West Nachrichtenagentur“. Mit seinem lebenslangen Freund Robert Gilbert arbeitete er an Kabarett-, Operetten- und Filmprojekten. Wie neuere Forschungen belegen, gehörte Blücher seit 1928 zur Gruppe der „Versöhnler“, welche die These des Sozialfaschismus als Spaltung der Arbeiterbewegung ablehnte. Bis 1933 arbeitete er im illegalen Militär-Apparat der KPD. Als Berufsrevolutionär mit dem Tarnnamen „Heinrich Larsen“ beschaffte er Informationen über die illegale Aufrüstung der Reichswehr und bildete Funker für den sowjetischen Nachrichtendienst aus.

### Exil
Ende 1933 floh Blücher nach Prag und engagierte sich auch weiterhin für die Gruppe „Versöhnler“, der auch Heinrich Süßkind angehörte. 1934 wurde er in Prag von der Polizei festgenommen und im November 1934 aus der Tschechoslowakei ausgewiesen. Anfang 1935 kam er nach Paris. Auch hier gehörte er zu den führenden „Versöhnlern“, hielt Schulungskurse und arbeitete programmatische Texte aus. Am 11. November 1936 wurde Blücher zusammen mit weiteren „Versöhnlern“ aus der Kommunistischen Partei Deutschlands wegen „trotzkistischer Verbindungen und Zersetzungsarbeit“ ausgeschlossen.

### Hannah Arendt
1936 lernte Blücher Hannah Arendt kennen. Sie freundeten sich an. Nach Arendts Scheidung von Günther Stern 1937 heirateten sie am 16. Januar 1940. In Paris war Blücher eng mit Walter Benjamin befreundet und diskutierte mit ihm über die Moskauer Schauprozesse. Er plädierte mit der Gruppe „Berliner Opposition“ für die „deutsche Sowjet-Republik“ und lehnte die Volksfrontpolitik der KPD ab. Nach Kriegsausbruch war er bis Dezember 1939 in einem französischen Internierungslager als feindlicher Ausländer inhaftiert.

### USA
Aus dem besetzten Frankreich flohen Hannah Arendt und Heinrich Blücher 1941 über Spanien nach Lissabon und per Schiff weiter nach New York, wo sie im Mai ankamen. Bei seiner Einreise verschwieg Blücher seine frühere Mitgliedschaft in der KPD und konnte als Militärexperte an Dokumentationen des amerikanischen Militär-Geheimdienstes mitarbeiten. Blücher erhielt am 7. August 1952 die amerikanische Staatsbürgerschaft.

### Philosoph und Hochschullehrer
Blücher beschäftigte sich intensiv mit Politik und Philosophie, hatte aber keinen Universitätsabschluss. Trotzdem bekam der Autodidakt ab 1950 die Gelegenheit, Vorlesungen an der New School for Social Research in New York zu halten. Zuvor hatte Blücher Vorträge im „Club“ der Abstrakten Expressionisten gehalten und dort auch regelmäßig Veranstaltungen besucht. 1952 wurde Blücher Professor für Philosophie am Bard College in Annandale-on-Hudson, New York. 1968 wurde er dort zum Ehrendoktor ernannt. Im selben Jahr hielt er dort seine letzte Vorlesung.
Wie seine Ehefrau stand auch Blücher – allerdings sehr selten – in brieflichem Kontakt mit Karl Jaspers. Dieser versuchte – stets vergeblich –, seine jüdische Ehefrau sowie Hannah Arendt und Heinrich Blücher dazu zu bewegen, sich als Deutsche zu fühlen. Blücher schrieb ihm dazu im Februar 1956:

„Damit stoße ich nun wieder an ihre alte Frage an mich: wie ich mich denn in dieser Zeit als Deutscher fühle? Meine Antwort muß sein: Gar nicht. So wie Hölderlin einst sagte, es sei die Zeit der Könige nicht mehr, so ist nun die Zeit der Völker nicht mehr.“

Anfang 1962 erhielt Blücher eine Wiedergutmachung für den Berufsschaden, den er durch die „Machtergreifung“ der Nationalsozialisten erlitten hatte.
Am 31. Oktober 1970 starb er an einem Herzinfarkt. Er wurde auf dem Friedhof des Bard College begraben.

## Trivia
In dem Film Hannah Arendt von Margarethe von Trotta wird Blücher von Axel Milberg dargestellt.

## Zitate
„Man schreit nicht gegen die Menge, sondern wartet, bis sie sich zu verlaufen beginnt und ihres eigenen Geschreis ein wenig müde geworden ist. So wie man nicht gegen den Wind spuckt.“

“Pessimists are cowards and optimists are fools.”

„Pessimisten sind Feiglinge, und Optimisten sind Dummköpfe.“

## Schriften
- Versuche über den Nationalsozialismus. Hrsg. von Ringo Rösener. Wallstein, Göttingen 2020, ISBN 978-3-8353-3766-4.
- Sources of Creative Power: Die New School Vorlesungen 1953/54. Hrsg. und mit einer Einführung von Ringo Rösener. Leipzig 2020, https://nbn-resolving.org/urn:nbn:de:bsz:15-qucosa2-736432
- Hannah Arendt, Heinrich Blücher: Briefe 1936–1968. Ungekürzte Taschenbuchausgabe. Hrsg. und mit einer Einführung von Lotte Köhler. Piper, München / Zürich 1999, ISBN 3-492-22835-6.